# 영릉 (고려 경종)
영릉(榮陵)은 개성특별시 개풍구역에 위치한 고려 제5대 경종과 경종 제1비 헌숙왕후 김씨의 능이다. 현재 조선민주주의인민공화국의 보존급유적 제569호로 지정되어 있다.